# Paço de São Cristóvão
O Paço de São Cristóvão também conhecido como Paço Imperial de São Cristóvão, Palácio de São Cristóvão, Palácio Real (1810-1822) ou Palácio Imperial (1822-1889), é um palácio localizado na Quinta da Boa Vista no Bairro Imperial de São Cristóvão, Rio de Janeiro, Brasil. Serviu de residência oficial para a Família Real Portuguesa e depois para a Família Imperial Brasileira até 1889, quando o país se tornou uma república através de um golpe militar depondo o Imperador D. Pedro II. O palácio serviu brevemente como edifício público do governo provisório para a assembleia constituinte da primeira constituição republicana. Abrigava a maior parte (92,5%) das coleções do Museu Nacional do Brasil, que, juntamente com o prédio, foram em grande parte destruídas por um incêndio em 2 de setembro de 2018.
Ao longo do tempo, o Paço de São Cristóvão, que abriga hoje o Museu Nacional, sofreu diversas transformações, como a ampliação do palácio feita por D. Pedro II a partir de 1850. Lá ele viveu em um período de longa duração, tornando este edifício testemunha de diversos momentos importantes na História do Brasil.

## Antecedentes

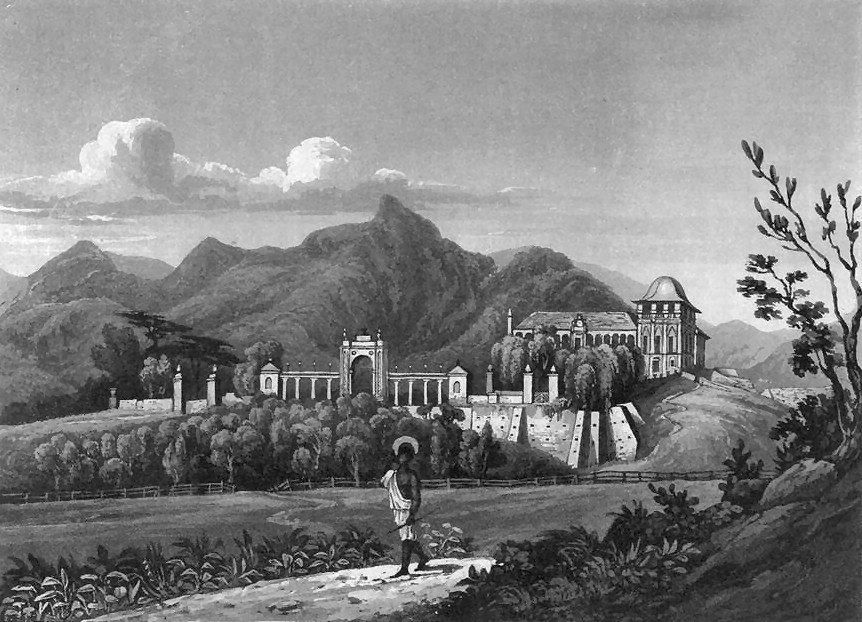
Vista do Paço de São Cristóvão por volta de 1820, antes da reforma neoclássica. O edifício tinha um único torreão

Nos séculos XVI e XVII, a área onde atualmente se localiza a Quinta, era parte de várias fazendas dos Jesuítas nos arredores da cidade do Rio de Janeiro, chamadas São Cristóvão, Engenho Velho e Engenho Novo. Mas no ano de 1759 foi decretada a expulsão dos padres Jesuítas de Portugal e de todas as suas colônias. as fazendas e todas as suas propriedades foram subdividas em grandes chácaras e adquiridas por particulares.
No inicio do século XIX, quando da chegada da Família Real ao Brasil em 1808, a área chamada Quinta da Boa Vista, um tanto distante do então centro da cidade, pertencia a um rico comerciante Português, Elias Antônio Lopes, que havia feito erguer, por volta de 1803, um casarão sobre uma colina, da qual se tinha uma boa vista da Baía de Guanabara – o que deu origem ao atual nome da Quinta.

## Residência Real

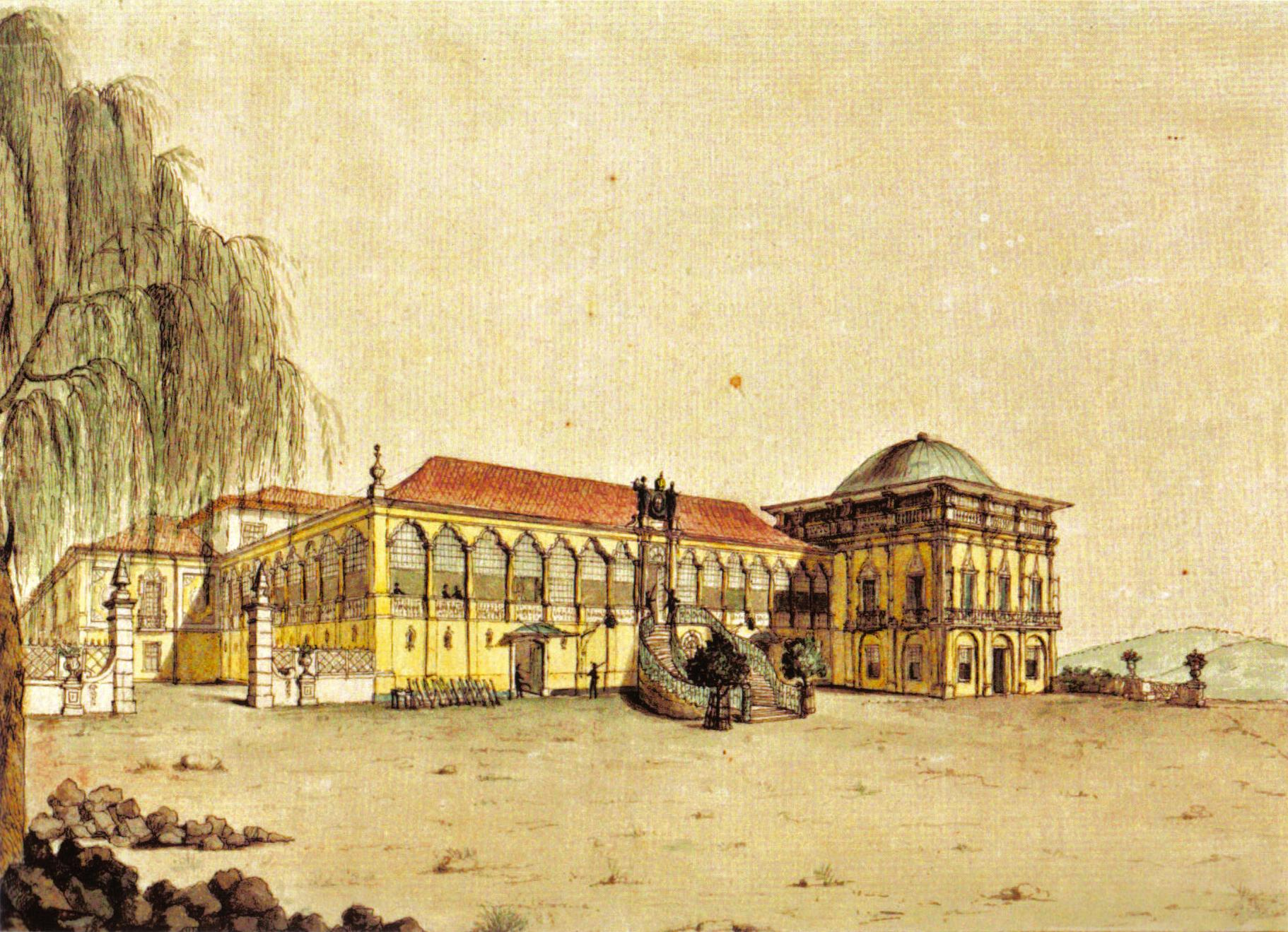
Vista do Paço Real durante o reinado de D. João VI, 1817.

Dada a carência de espaços residenciais no Rio de Janeiro e diante da chegada da família real em 1808, Elias doou a sua propriedade ao Príncipe-regente D. João Maria de Bragança, mais conhecido no Brasil como Dom João VI, para transformá-la na residência real. Este foi um belo golpe de estratégia de Elias, pois, sendo conhecido por ter a melhor casa do Rio e ao oferecer tal tesouro ao Príncipe-regente, foi recompensado com outras propriedades, condecorações e dinheiro.
Esta casa era extraordinariamente grande para um particular solteiro, pequena para a residência de um soberano. É de notar que em 1803, sendo perguntado este Elias por que razão edificava uma casa tamanha, respondeu (talvez com base em certas profecias, que o povo supersticioso deverem-se realizar por aquela época) que era para residência do príncipe regente de Portugal, e com efeito em 1808 ofereceu ao príncipe, que a aceitou.

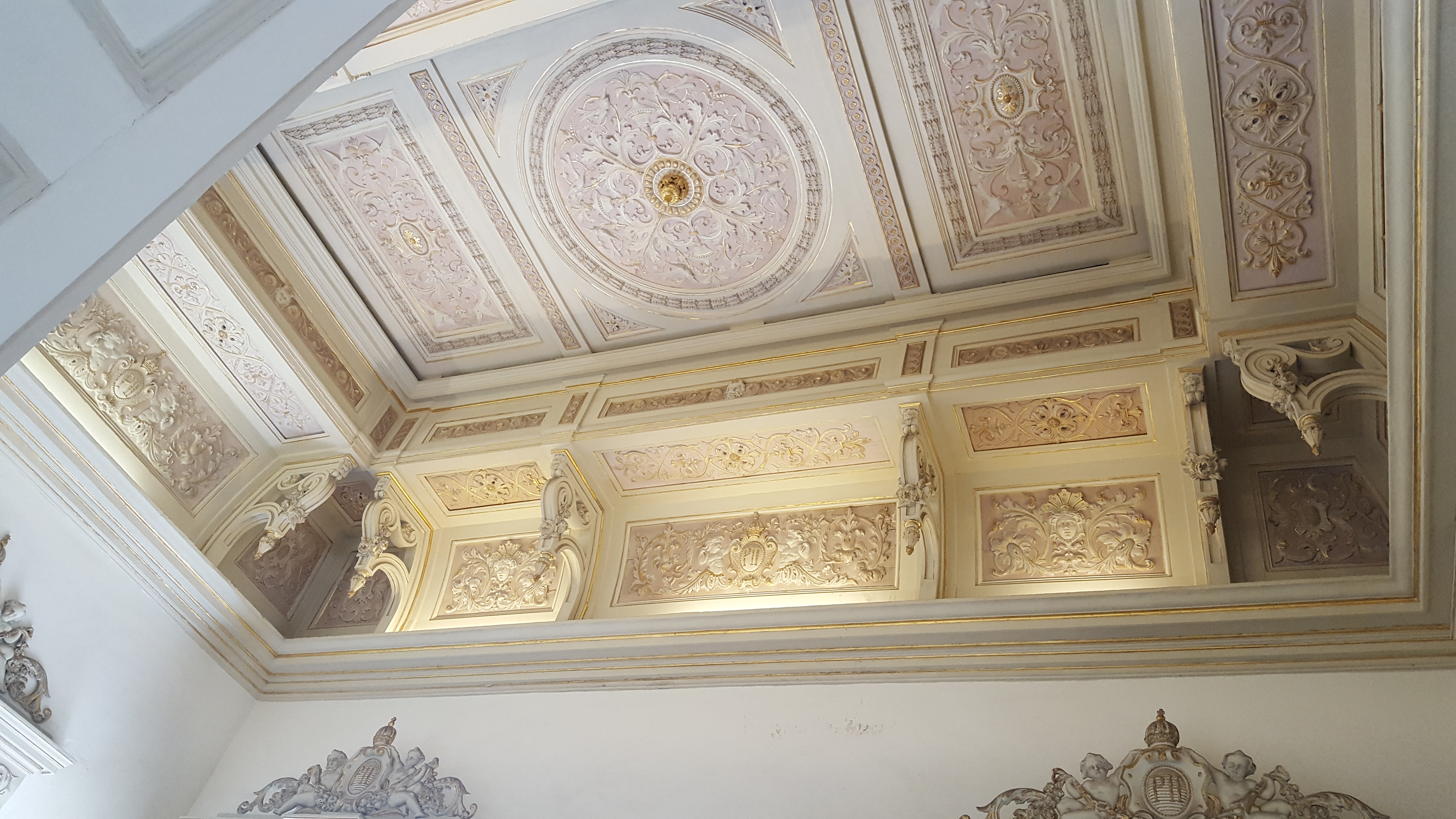
Detalhe do teto de uma das salas do palácio imperial.

À época, a área da quinta ainda estava cercada por manguezais e a comunicação por terra com a cidade era difícil. Mais tarde, os trechos alagadiços foram aterrados e os caminhos por terra aprimorados. O nome do local, Quinta da Boa Vista, fazia jus ao cenário que se descortinava ali. À frente do casarão, era possível avistar o mar; em uma de suas laterais, o morro do Corcovado e a floresta da Tijuca.
Para acomodar a família real, o casarão da quinta, mesmo sendo vasto e confortável, necessitou ser adaptado. A reforma mais importante iniciou-se à época das núpcias do Príncipe D. Pedro com a Arquiduquesa Maria Leopoldina de Áustria em 1816, estendendo-se até 1821. Foi encarregado do projeto o arquiteto inglês John Johnston, que, além da reforma do paço, fez instalar um portão monumental em sua entrada, presente de casamento do general Hugh Percy, 2.º Duque de Northumberland. O portão, inspirado no pórtico de Robert Adam para a "Sion House", residência daquele nobre na Inglaterra, é moldado em uma espécie de terracota denominada "Coade stone", fabricada pela empresa inglesa Coade & Sealy.
Tombado pelo Instituto do Patrimônio Histórico e Artístico Nacional, esse portão encontra-se atualmente destacado, como entrada principal, no Jardim Zoológico do Rio de Janeiro, nas dependências da quinta.
É de destacar a linha arquitetônica deste paço em próxima semelhança do Palácio da Ajuda, em Lisboa, inacabado devido às invasões francesas e transferência da corte para o Brasil e mais tarde pela vitória do liberalismo em Portugal, ganhando o da Quinta da Boa Vista o relevo merecido como nova capital do Reino Unido de Portugal, Brasil e Algarves e do império português.

## Residência Imperial

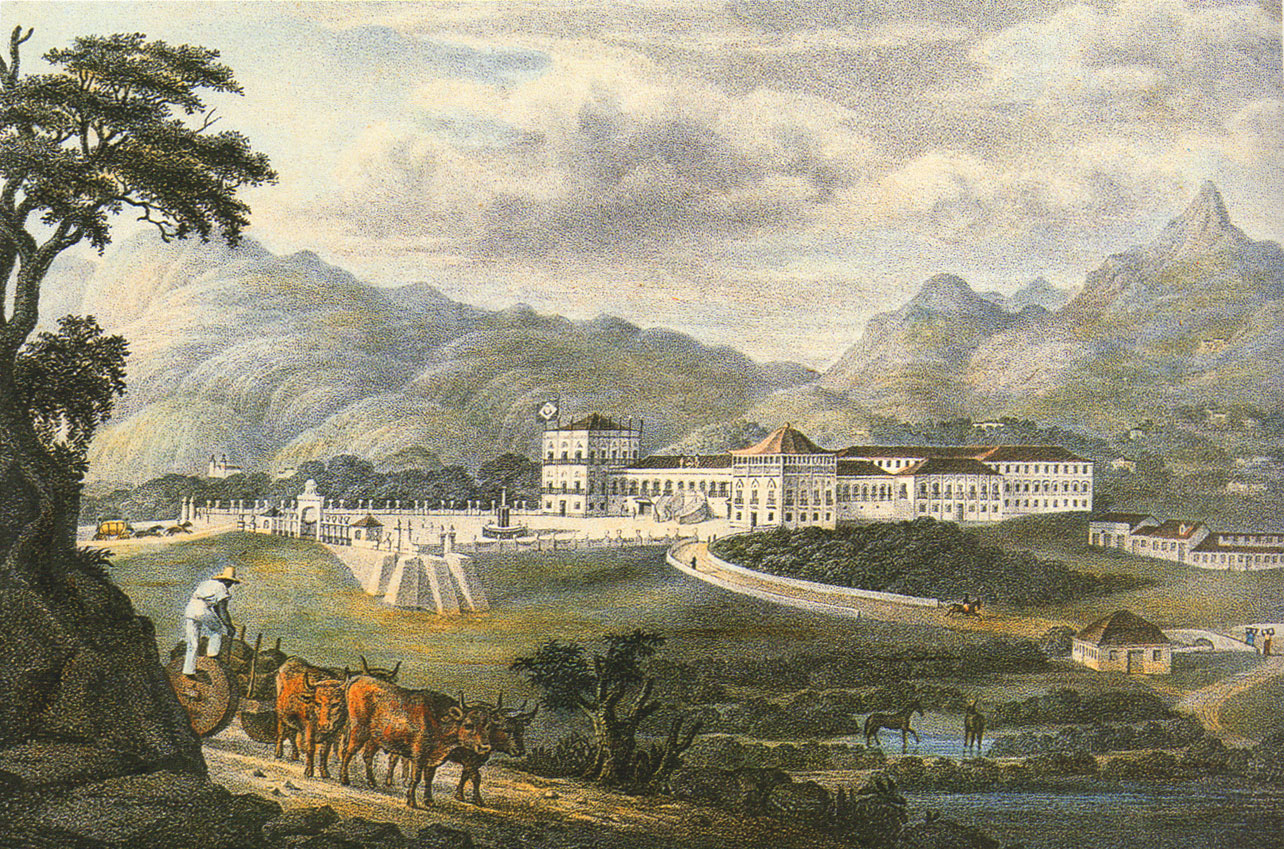
Pintura do Palácio Imperial, 1835, 1840

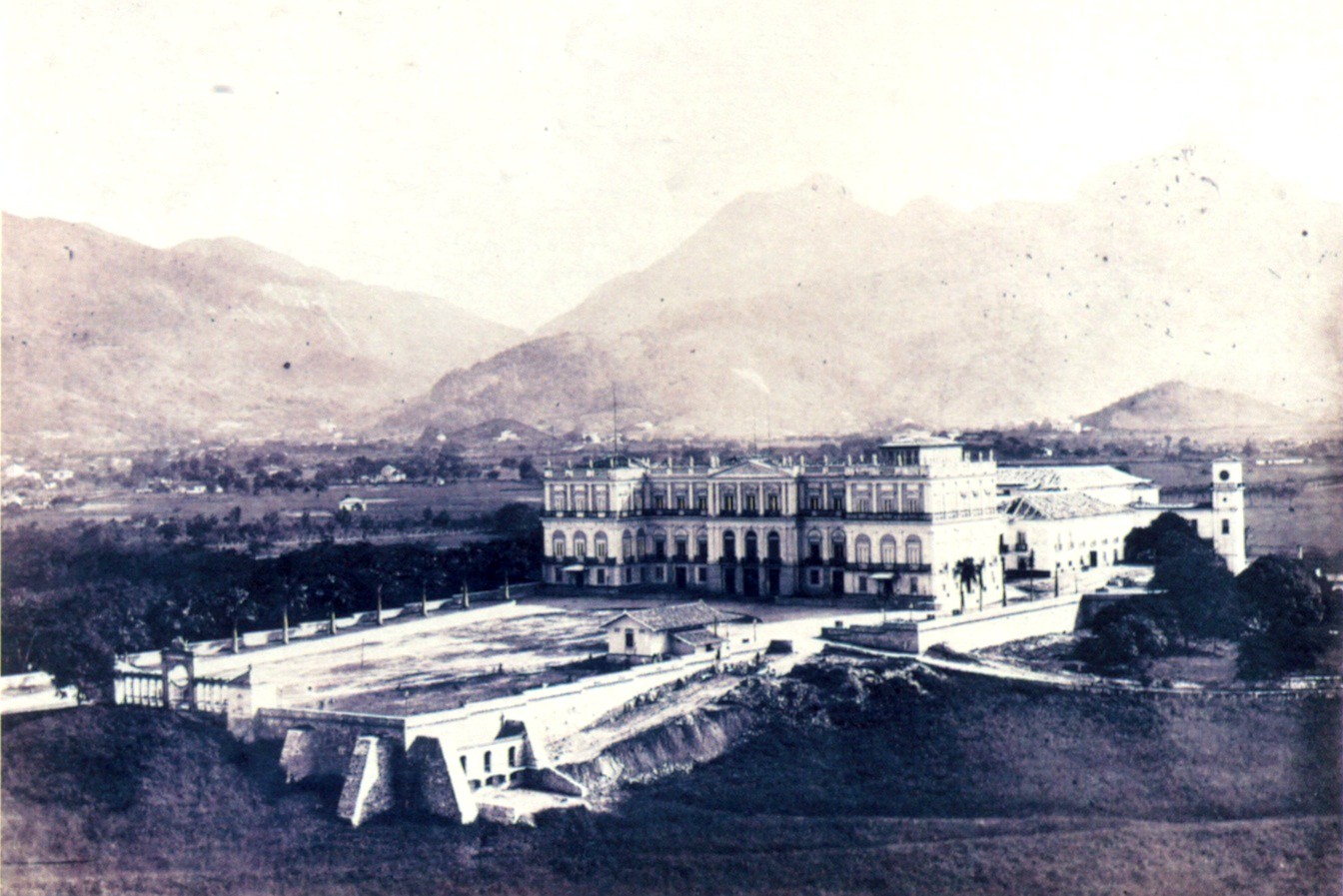
O Palácio Imperial após a intervenção neoclássica, 1862

Com a independência do Brasil, D. Pedro I encarregou das obras do agora Paço Imperial o arquiteto português Manuel da Costa (1822-1826), posteriormente substituído pelo francês Pedro José Pézerát (1826-1831), creditado como autor do projeto em estilo neoclássico do edifício.
O Paço, que tinha apenas um torreão no lado Norte da fachada principal, ganhou outro simétrico, no lado Sul, e um terceiro pavimento começou a ser erguido sobre os dois já existentes. As obras foram continuadas a partir de 1847 pelo brasileiro Manuel Araújo de Porto-Alegre, que harmonizou as fachadas do edifício, seguido pelo alemão Theodor Marx (1857 e 1868). Entre 1857 e 1861 o pintor italiano Mario Bragaldi decorou vários dos aposentos interiores.
Após o casamento em 1817, D. Pedro e a Imperatriz, D. Leopoldina, passaram a residir no Paço. Ali nasceram a futura Rainha de Portugal, D. Maria II (4 de abril de 1819), nascida Dona Maria da Glória de Bragança, princesa da Beira, mais tarde princesa imperial do Brasil, e o futuro imperador do Brasil, D. Pedro II (2 de dezembro de 1825). Também ali veio a falecer, em 1826, a imperatriz Dona Maria Leopoldina.
Próximo à Quinta, em um casarão presenteado por D. Pedro I, vivia Domitila de Castro Canto e Melo, a Marquesa de Santos, favorita do Imperador, com quem teve vários filhos ilegítimos. No casarão, hoje, funciona o Museu do Primeiro Reinado.
Na Quinta cresceu, foi educado e viveu D. Pedro II. Entre as reformas que este imperador empreendeu na propriedade contam-se as enormes obras de embelezamento dos jardins, executadas por volta de 1869, com projeto do paisagista francês Auguste François Marie Glaziou, as quais, muitas características originais permanecem até os dias atuais, como a Alameda das Sapucaias, um lago onde hoje se pode andar de pedalinhos e outro onde se encontra uma gruta artificial onde podem alugar-se canoas a remo.
No Paço nasceu, em 29 de julho de 1846, a Princesa Isabel, filha de D. Pedro II com a imperatriz D. Teresa Cristina.

## Dias atuais

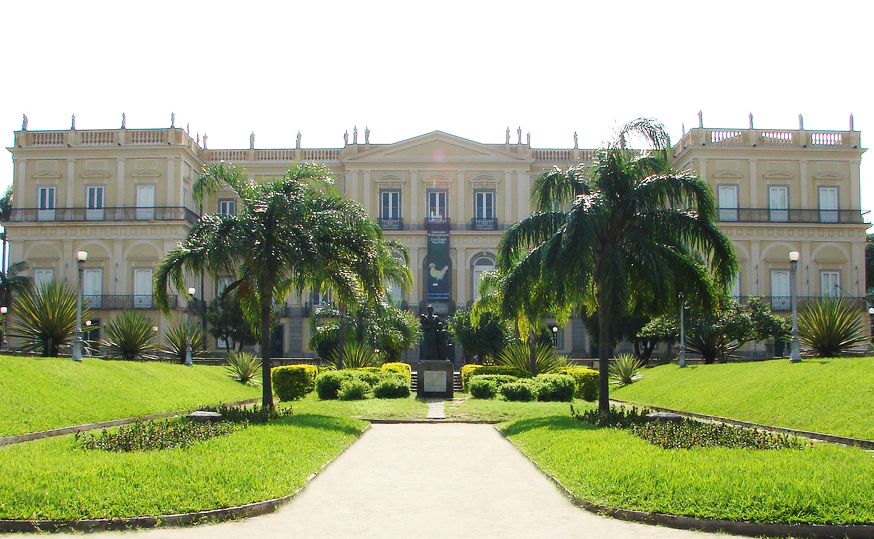
Palácio nos dias atuais

Atualmente, ali funciona um parque municipal, abrigando o Jardim Zoológico do Rio de Janeiro (com o Museu da Fauna) e, no antigo paço, o Museu Nacional. O prédio do palácio, mantido durante décadas em péssimo estado de conservação pela Universidade Federal do Rio de Janeiro, foi alvo de denúncias na imprensa sobre o risco de perda do patrimônio arquitetônico e de ameaça ao acervo em seu interior. Recentemente, foram realizadas algumas intervenções na fachada monumental e reparos de emergência em partes do telhado. No entanto, um incêndio surgido no terceiro andar o museu, na noite de 2 de setembro de 2018, confirmou as piores expectativas e destruiu quase que a totalidade do palácio, do qual restou apenas a fachada. Do acervo do Museu Nacional, avaliações preliminares realizadas no dia seguinte à tragédia deram conta da perda de mais de 90% do acervo originalmente composto por cerca de 20 milhões de itens, no que foi a maior catástrofe cultural do Brasil.

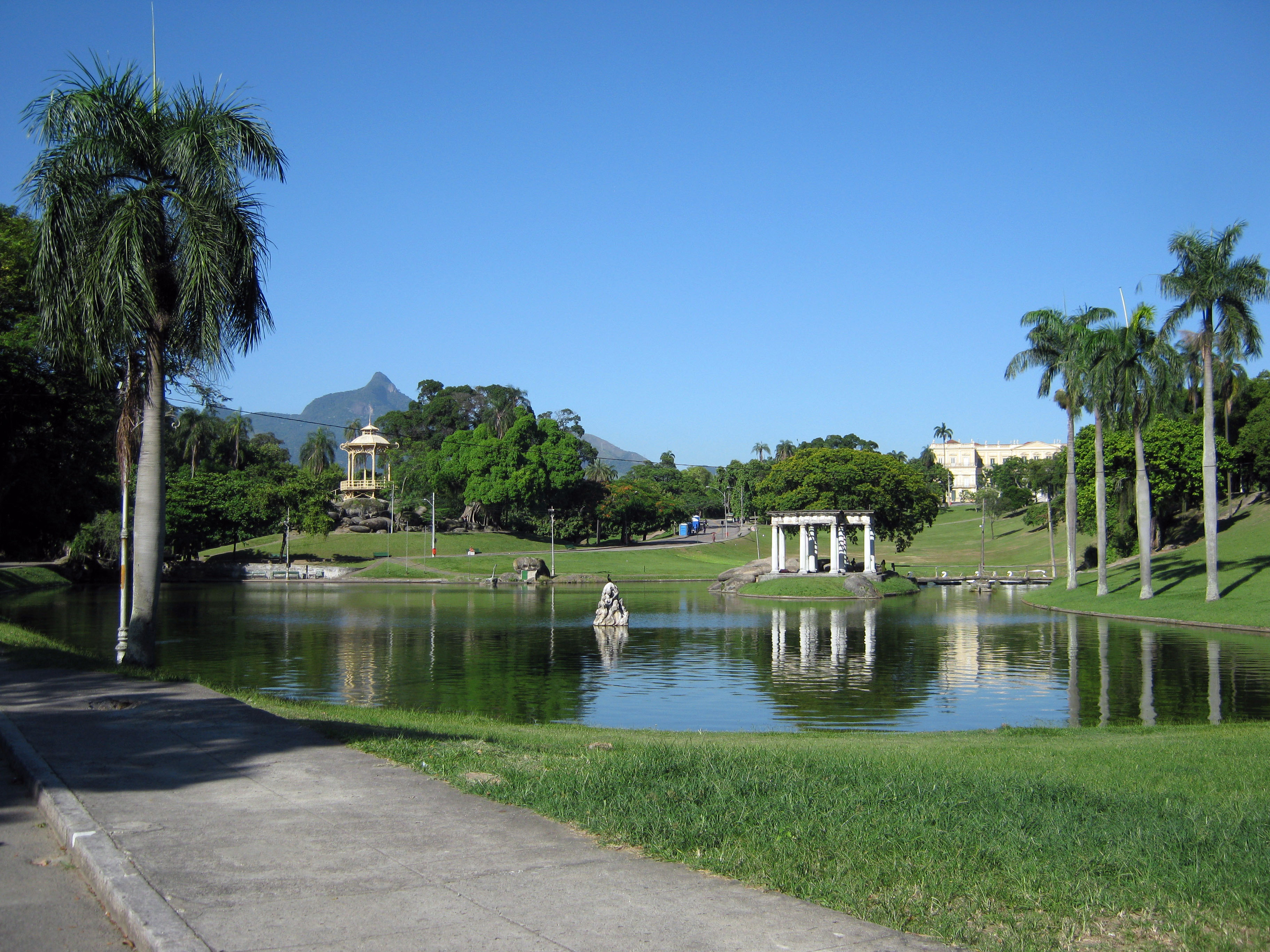
Quinta da Boa Vista

Nos jardins, o projeto original de Glaziou também vem sendo destruído, com o plantio contínuo de árvores de diversas espécies sobre os gramados da quinta pela prefeitura da cidade do Rio de Janeiro, sem quaisquer estudos históricos ou paisagísticos para sua implantação, descaracterizando o parque. Além de alguns monumentos depredados, como o monumento em homenagem ao centenário natalício de dom Pedro II em frente ao paço, cujas inscrições se encontram muito deterioradas.